# 964
964 (CMLXIV) var ett skottår som började en fredag i den julianska kalendern.

## Händelser

### Maj
- 22 maj – Sedan Johannes XII har avlidit en vecka tidigare väljs Benedictus V till påve.

### Juni
- 23 juni – Den tysk-romerske kejsaren låter avsätta Benedictus V, eftersom han är missnöjd med valet av Benedictus. Denne accepterar detta och abdikerar.

### Juli
- Juli – Sedan Benedictus V har blivit avsatt väljs Leo VIII till påve.

## Födda
- Adalbéron II av Verdun, biskop i Verdun.
- Heonae, koreansk drottning och regent.

## Avlidna
- 14 maj – Johannes XII, född Octavianus, påve sedan 955.